# Cephalotes serratus
Cephalotes serratus é uma espécie de inseto do gênero Cephalotes, pertencente à família Formicidae.